# メリーランド州議会
メリーランド州議会（英語:The Maryland General Assembly）はアメリカ合衆国メリーランド州の州議会であり、アナポリスのメリーランド州会議事堂内にある。両院制をとっており、州上院には47名の議員が、下部会派である州下院には141名の議員が所属している。両院の議員の任期は4年である。上下両院はそれぞれ独自の役員を選出し、議員の資格と選出を判断し、会務遂行の規則を定め、議員を罰したり除名したりすることができる。
議会は毎年90日間の会期を設け、年次予算を含む2,300以上の法案を審議し、閉会前に可決しなければならない。第446議会は2024年1月10日に召集された。

## 歴史
メリーランド州議会の前身は、植民地時代の制度である自由メリーランド人議会（メリーランド評議会とも）であった。メリーランド州の建国憲章は、パラティーノ宮中伯ボルティモア卿が統治する州を創設した。ボルティモア卿は統治者として、憲章で与えられた土地のすべてを直接所有し、その領地に対する絶対的な権限を有していた。

しかし、英領北アメリカの他の地域と同様、植民地でも英国の政治制度が再現され、メリーランド州議会はイギリス議会下院とほぼ同じ機能を果たした。そのような中で、次のような法律が制定された
以後永久に、州議会の議員および令状によって召喚されたその他の判断力のある紳士（および荘園が建立された後のこの州内のすべての荘園の領主）は、すべての議会において、当該自由人またはその大多数がよいと考える百人分の2人以上の有能かつ十分な人員とともに、発言権、議席、および場所を有するものとする。
さらに、領主は望む代表者を召集することができた。1639年、イングランドでは10年間議会が召集されていなかったことに着目したメリーランド州の自由民は、「議会は少なくとも3年に1度召集される」という内容の法律を可決し、彼らの声が定期的に届くようにした。アメリカ独立戦争中、植民地議会は消滅し、近代的な後継議会に取って代わられた。
1867年以降、議会はますます代表性を失っていった。ボルチモアの人口が増加しても、ボルチモアや他の都市部には議席が追加されなかった。1918年までにボルチモアの人口は175％増加したが、州全体の人口は46％しか増加しなかった。
新型コロナウイルス感染症の世界的流行 (2019年-)により、議会は南北戦争以来初めて2020年3月18日に早期閉会した。

## 議員要件
各上院議員または下院議員は、米国市民であり、選挙前の少なくとも1年間はメリーランド州の居住者でなければならない。議員候補者は、選挙前の6ヶ月間、その候補者が代表しようとする立法地区に居住していなければならない。上院議員は選挙時に25歳以上、下院議員は21歳以上でなければならない。予備役以外の軍人は、議会議員に選出される資格はない。
任期は4年である。ただし、議会議員は任期 制限がない。死亡、辞職、失格によりいずれかの院に欠員が生じた場合、メリーランド州知事は、補欠となる議員と同じ政党の州中央委員会から提出された名前を持つ後任議員を任命する。

## 選挙区
現在の議席配分パターンは、1972年の議員定数計画から始まり、その後10年ごとの国勢調査の結果に応じて改定されてきた。憲法改正案であるこの計画では、47の立法区が設けられ、その多くが郡の境界を越えて、人口が比較的等しい地区を区切っている。
各立法議会区は上院議員1名と下院議員3名を選出する。ほとんどの選挙区では、3人の下院議員は地区全体からブロック投票で選出される。

## 役職
上院は上院議長が、下院は下院議長がそれぞれ職務と特権を担い、立法過程に大きな影響を与える。上院と下院の合同調査委員会を除き、上院議長と下院議長はほとんどの委員会の委員を任命し、委員長と副委員長を指名する。
上院議長と下院議長は、各議会の毎日の会議を主宰し、礼節を守り、議事の順序を決定する。法案が提出されると、両議長はそれを常任委員会に割り当て、審議と公聴会を行う。臨時議長は、多数派と少数派の副議長と議長を任命する。

## 立法手続きの概要
法案とは、既存の州法を変更、廃止、追加する提案である。下院法案（HB）は下院議員に提出されるものであり、上院法案（SB）は上院に提出される。
法案は、各院に提出された順に番号で指定されている。例えば、HB16は下院議員に提出された16番目の法案を指す。ナンバリングは会期ごとに新しく始まる。
法案を提出した議員であるスポンサー（および共同スポンサーがいる場合）の名前は、タイトルの一部になる。「議長（行政の要請による）」、「少数党首（行政の要請による）」、「委員長（部局の要請による）」と記載されている法案は、知事とその省庁が提案した法案であり、下院議長、上院議長、少数党首、各委員会の委員長の提案ではない。これらは、州憲法の要件により、知事ではなく議員の正式な肩書きで記載されている。
立法手続きは、下記の明確な段階に分かれている。

### 起草
この手続きは、上院議員または下院議員が法案を作成すると決めた時点から始まる。議員は法案のアイデアを立法サービス局の法案起草部門に送り、そこで法案の形に起草される。法案の草案は、提出のため議員に返送される。

### 導入または第一読会
議場において法案番号、提出者名、法案の説明的題名が読み上げられると、法案は初めて提出される。

### 委員会聴聞
法案が提出された後、最初の聴聞のため、その主題にふさわしい適切な政策委員会に 割り当てられる。公聴会の告知は、パブリック・コメントのために州官報に掲載される。委員会の公聴会では、スポンサーが法案を委員会に提出し、一般市民から法案に対する賛否の証言を聞くことができる。
その後、委員会は、法案を委員会で採択するか、修正案として可決するか、否決するかを採決する。法案は数回修正されることがある。法案が可決され、次の委員会または議場に送られるには、委員会の多数決が必要である。

### 第二読会
委員会で可決が勧告された法案は、議場で2回目の読会が行われる。法案が公聴会を受けた委員会に所属していない議員は、この段階で法案に対する修正案のみを提出することができる。上院に提出された下院法案は第2読会または第3読会で上院議員によって修正されることがあり、下院に提出された上院法案も第2読会または第3読会で修正されることがある。すべての修正案が審議された後、議長は法案の第3読会用の印刷を命じる。この印刷には、委員会または議場での修正も含まれる。

### 第三読会
点呼投票が行われる。通常法案の可決には過半数の賛成が必要である。緊急法案には5分の3以上の賛成票が必要であり、州憲法の改正を必要とする法案には5分の3以上の賛成票が必要である。

### 第二院
法案が最初の下院で憲法上の過半数を得た場合、法案はもう一方の下院で同じ段階を繰り返す。第二院が法案を変更することなく可決した場合、法案は知事のデスクに送られる。

### 相違点の解消（同意または協議）
第二院で法案が修正され可決された場合、修正案を審議するため、その法案は元の院に戻される。原案院は、修正案に同意して法案を知事に送付するか、修正案を否決して両院協議会に提出することができる。上院議長と下院議長が任命する両院協議会は、各院の3名の委員で構成される。両院協議会はその勧告の報告書を各院に送り、各院はそれを採択するか否かを決定する。報告書が採択された場合、法案は各院で最終可決のための投票が行われる。報告書がいずれかの院で否決された場合、法案は否決される。

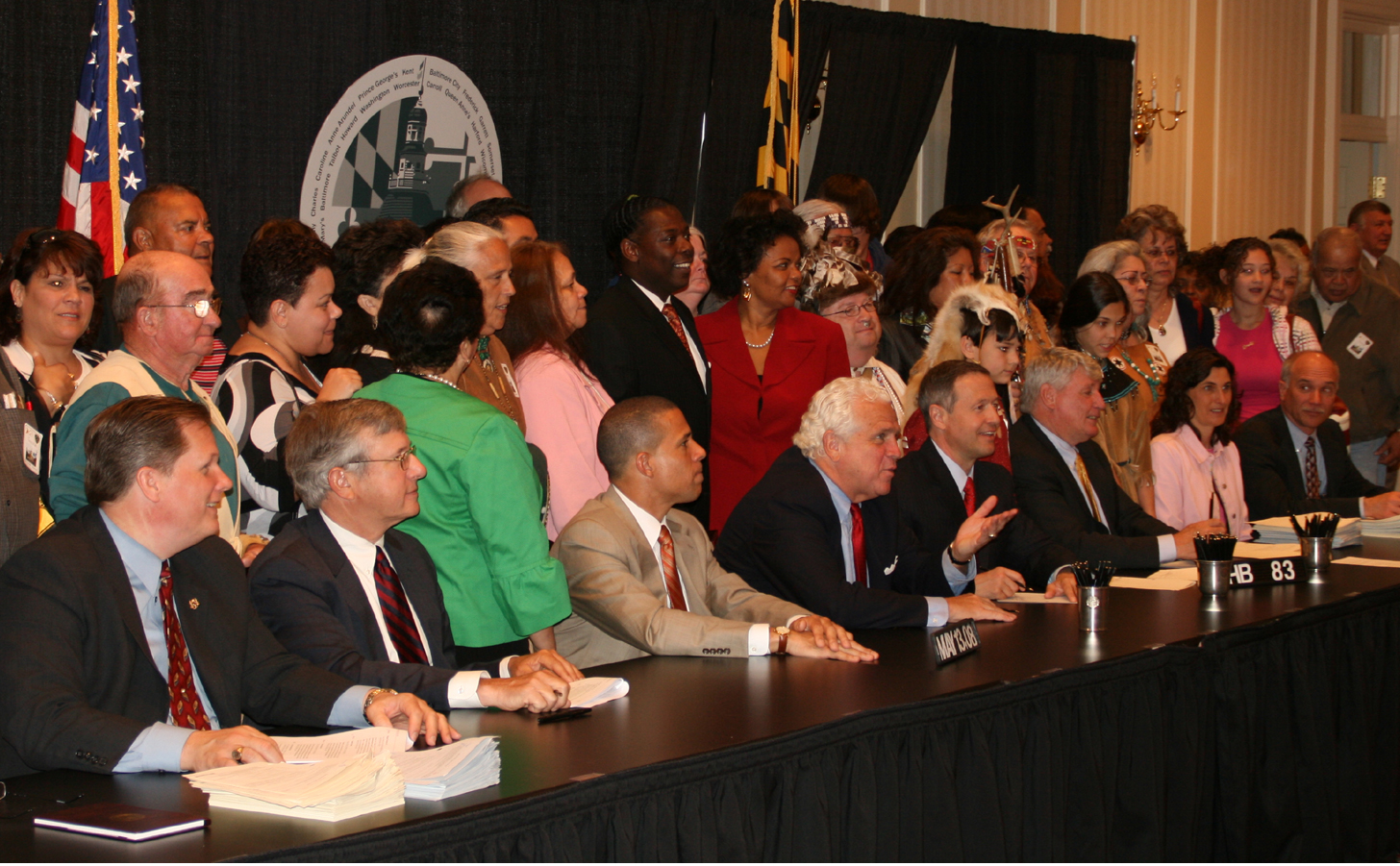
2008年5月13日、メリーランド州アナポリスでの州法署名式で、オマリー知事が法案に署名し、ポーズをとる議員たち

### 知事の決定
可決された法案は、予算案と憲法改正案を除き、会期閉会後20日以内に知事に提出されなければならない。知事は法案提出後30日以内に拒否権を行使できる。可決された法案が拒否権を行使されなければ、その法案は法律となる。しかし予算案は、最終的に可決された時点で法律となり、拒否権を行使することはできない。憲法改正も拒否権を行使することはできず、次の総選挙で有権者が批准して初めて法律となる。

### 拒否権の無効化
拒否権を行使された法案は元の下院に戻され、そこで知事の拒否権を覆す投票が行われる。拒否権を覆すには、両院の5分の3以上の賛成票が必要である。

### 発効日
州議会で可決され、知事によって承認された各法案には、州務長官によって章 番号が割り当てられる。これらの章立てされた法案は法令であり、通常、メリーランド州法の一部となる。通常、通常会期中に可決された法律は、その年の10月1日に施行される。緊急法案は、知事が署名し次第発効する。これには、特別選挙を要求する法律や、公共の平和、健康、安全を緊急に守るために必要な緊急措置が含まれる。

## 参考書籍
- Andrews, Matthew Page, History of Maryland, Doubleday, New York (1929)